# Mariya Ise
Mariya Ise (伊瀬 茉莉也?, Ise Mariya; Prefettura di Kanagawa, 25 aprile 1988) è un'attrice e doppiatrice giapponese. È nota per aver doppiato Killua Zoldyck in Hunter x Hunter, Reg in Made in Abyss, Ray in The Promised Neverland e Foo Fighters in Le Bizzarre Avventure di JoJo.

## Doppiaggio
2004
- Amica di Ayumi (ep. 22) in Aishiteruze Baby

2005
- Yuka Kano in My Melody - Sogni di magia
- Nanako Walsh in Sugar Sugar
- Renzu Ioroi in Mushishi

2006
- Ringo Noyamano in Air Gear
- Satsuki Tawaraya in School Rumble
- Michelle in Lupin III - La lacrima della Dea
- Mari Yamaguchi in Pretty Cure Splash Star

2007
- Riku in Eyeshield 21
- Tōka Kamiazuma in Tōka Gettan
- Urara Kasugano/Cure Lemonade in Yes! Pretty Cure 5 e Yes! Pretty Cure 5 - Le Pretty Cure nel Regno degli Specchi

2008
- Crowther in Detroit Metal City OVA
- Beatrice in Gunslinger Girl - Il teatrino
- Sora Egami in Hell Girl
- Tanarotte in Magician's Academy
- Kujira Eturofu in Penguin musume ♥ Heart
- Alicia in Porphy no Nagai Tabi
- Urara Kasugano/Cure Lemonade in Yes! Pretty Cure 5 GoGo! e Yes! Pretty Cure 5 GoGo! - Buon compleanno carissima Nozomi

2009
- Barmelin Swattis Nolne in Chrome Shelled Regios
- Levy McGarden, Romeo Conbolt in Fairy Tail
- Yoshikawa in GA Geijutsuka Art Design Class
- Ayumi Arihara in Hatsukoi Limited
- Ririka Himeno in Jewelpet
- Aruka in NEEDLESS
- Sakurakawa in Sora no Manimani
- Lemon Yamagishi in Yumeiro Pâtissière
- Henrietta Grimm in Zettai Meikyuu Grimm
- Urara Kasugano/Cure Lemonade in Eiga Pretty Cure All Stars DX - Minna tomodachi Kiseki no zenin daishūgō!

2010
- Mika Harima in Durarara!!
- Hinagiku in Hanamaru Kindergarten
- Kaede Tenjōji in Ladies versus Butlers!
- Erika in Kaichō wa Maid-sama!
- Rina Noyama in Model Suit Gunpla Builders Beginning G
- Nemuru Kushinada in Ōkami kakushi
- Sena Akagi in Oreimo - My Sister Can't Be This Cute
- Stocking in Panty & Stocking with Garterbelt
- Kuu Orla in The Legend of the Legendary Heroes
- Lucia in Toaru Majutsu no Index II
- Lemon Yamagishi in Yumeiro Pâtissière
- Urara Kasugano/Cure Lemonade in Eiga Pretty Cure All Stars DX 2 - Kibō no hikari Rainbow Jewel wo mamore!
- Rimu Tamano in Deardrops

2011
- Riko Mine in Aria the Scarlet Ammo
- Saki Kirishima in Yumekui Merry
- Musubi Tomizawa (ep. 10) in Kimi ni todoke - 2nd season
- Pao-Lin Huang in Tiger & Bunny
- Masamune Usami in Mayo Chiki!
- Loni Garvey in Mobile Suit Gundam Unicorn
- Miyu Aida in Ro-Kyu-Bu!
- Uesugi Kenshin in Sengoku Otome ~Momoiro Paradox~
- Killua Zoldick in Hunter × Hunter
- Sen Yarizui in Ben-Tō
- Syria Ōtsuka in Maken-ki!
- Urara Kasugano/Cure Lemonade in Eiga Pretty Cure All Stars DX 3 - Mirai ni todoke! Sekai wo tsunagu Niji-iro no hana

2012
- Misaki Sawakiguchi in Hyōka
- Natalia Grennorth in Mouretsu Pirates
- Hanako Tanaka in Zetman
- Beta in Inazuma Eleven GO Chrono Stones

2013-14
- Scootaloo in My Little Pony - L'amicizia è magica
- Urara Kasugano/Cure Lemonade in Eiga Pretty Cure All Stars New Stage 3 - Eien no tomodachi
- Laila April in Battle Spirits Saikyō Ginga Ultimate Zero
- Guila in The Seven Deadly Sins - Nanatsu no taizai

2015
- Mika Harima in Durarara!! x2 Shō, Durarara!! x2 Ten

2016
- Yuko Nishigori in Yuri!!! on Ice

2017
- Reg in Made in Abyss
- Midari Ikishima in Kakegurui

2018
- Cathy in Satsuriku no tenshi
- Urara Kasugano/Cure Lemonade in Eiga HUGtto! Pretty Cure Futari wa Pretty Cure - All Stars Memories

2019
- O-Kiku in One Piece
- Ray in The Promised Neverland
- Dorothy Unsworth in Black Clover
- Midari Ikishima in Kakegurui XX

2021
- Janice in Super ladri
- Atroe/Foo Fighters in Le bizzarre avventure di JoJo: Stone Ocean

2022
- Ai Tatsumori in La divisa scolastica di Akebi[1]
- Himeno in Chainsaw Man

2023
- Urara Kasugano/Cure Lemonade in Power of Hope: Pretty Cure Full Bloom
- Katsuhiro Tsukioka in Rurouni Kenshin (2023)
- Juiz d'Arc in Undead Unluck

2024
- Scarlet in The Grimm Variations
- Azami Kurotami in Uzumaki

2025
- Stocking in NEW PANTY & STOCKING with GARTERBELT

### Videogiochi
2009
- Rizelea in Trinity Universe

2010
- Latriss in Blue Roses: The Fairy and the Blue Eyed Warriors

2011
- Midori Komaki in Shin Megami Tensei: Devil Survivor Overclocked
- Paddra Nsu-Yeul in Final Fantasy XIII-2

2012
- Rosalind Starling in Lollipop Chainsaw
- Nio Altugle in Atelier Ayesha: The Alchemist of Dusk
- Ulc, Ko Rera e Apprentice in Phantasy Star Online 2
- Elle Mel Mata in Tales of Xillia 2
- Killua Zoldyck in Hunter × Hunter: Wonder Adventure

2013
- Metallia in Disgaea D2: A Brighter Darkness
- Aelinore in Dragon's Dogma: Dark Arisen
- Frederica Irving in Etrian Odyssey Untold: The Millennium Girl
- Metallia in The Witch and the Hundred Knight
- Ellie in Conception II: Children of the Seven Stars
- Nanamo Ul Namo e Kuplo Kopp in Final Fantasy XIV: A Realm Reborn
- Laura S. Arseid in The Legend of Heroes: Trails of Cold Steel
- Paddra Nsu-Yeul in Lightning Returns: Final Fantasy XIII

2014
- Killua Zoldyck in J-Stars Victory Vs
- Farrah, Helel ben Shalem e Killua Zoldyck in Granblue Fantasy
- Laura S. Arseid in The Legend of Heroes: Trails of Cold Steel II
- Nagisa Shingetsu in Danganronpa Another Episode: Ultra Despair Girls

2015
- Metallia in Disgaea 5: Alliance of Vengeance
- Lynlee Koo in Xenoblade Chronicles X
- Tataru e Nanamo Ul Namo in Final Fantasy XIV: Heavensward
- Assassin/Yu Miaoyi in Fate/Grand Order
- C-9 in Luminous Arc Infinity

2016
- Laura S. Arseid in The Legend of Heroes: Akatsuki no Kiseki

2017
- Midari Ikishima in SINoALICE
- Tataru e Nanamo Ul Namo in Final Fantasy XIV: Stormblood
- USS Jenkins e USS Radford in Azur Lane
- Laura S. Arseid e Ines in The Legend of Heroes: Trails of Cold Steel III
- Tipper Taloon in Dragon Quest Rivals
- Ruler Supreme Guinevere in Million Arthur: Arcana Blood

2018
- Ola in Muse Dash
- Laura S. Arseid e Ines in The Legend of Heroes: Trails of Cold Steel IV
- Bellina e Cupid in Dragalia Lost

2019
- Killua Zoldick in Jump Force
- Metallia in Disgaea RPG
- Magallan in Arknights
- Tataru, Uimet, Beq Lugg e Nanamo Ul Namo in Final Fantasy XIV: Shadowbringers

2020
- Okiku/Kikunojo in One Piece: Pirate Warriors 4
- Levy McGarden e Romeo Conboit in Fairy Tail
- Laura S. Arseid e Ines in The Legend of Heroes: Trails into Reverie
- Bambino biondo/Lucifero in Shin Megami Tensei III: Nocturne HD Remaster

2021
- Lupina in Guardian Tales
- Tataru e Nanamo Ul Namo in Final Fantasy XIV: Endwalker

2022
- Reg in Made in Abyss: Binary Star Falling into Darkness
- F.F./Foo Fighters in JoJo's Bizarre Adventure: All Star Battle R
- Himeno in Goddess of Victory: Nikke

2023
- Crazy Taxi in 404 GAME RE:SET
- Helel ben Shalem in Granblue Fantasy: Versus Rising

2024
- Ez in Fantasian Neo Dimension

2025
- Reo Kamiyama in Persona 5: The Phantom X
- Killua Zoldick in Hunter × Hunter: Nen × Impact

### Drama CD
- Midori Yamate in Uwasa no Midori-kun!!